# Kasteel van Burgajet
Het Kasteel van Burgajet was een groot versterkt huis, gelegen in het dorpje Burgajet (gemeente Lis) in het district Mat van de Albanese prefectuur Dibër. Het was de geboorteplaats van Koning Zog I van Albanië.

Een solide rechthoekig gebouw met twee kleine vleugels uitkijkend op een binnenplaats. Dit was Kasteel Burgajet, de citadel van het stamhoofd van Mati... het grootste huis in mijlen en de enige met beglazing. Het interieur was nog meer onderscheidend... Chique meubels uit Oostenrijk, sinds kort het kenmerk van rijkdom. Salon stoelen, gordijnen, tafellampen en curiosa...
Zijn familieleden waren de traditionele feodale heersers van het Mat District van Albanië en waren grootgrondbezitters.
Na de troon te hebben bestegen nam Zog zijn intrek in een paleis in Tirana (met een zomerverblijf in Durrës). Dit was (samen met de plunderingen en brandstichtingen) een factor die leidde tot het verval van het Kasteel van Burgajet.
Voordat Koning Zog I gedwongen Albanië moest ontvluchten had hij een ambitieus plan om het kasteel te herbouwen, maar dit is er nooit van gekomen. Toen hem gevraagd werd waarom het kasteel niet herbouwd werd, antwoordde hij: "Ik had het te druk met de wederopbouw van mijn land."
Tijdens zijn regeerperiode, stond er in het kasteel een gedenkplaat ter ere van zijn geboortedag.